# Супротивний
Супроти́вний (рос. Супротивный) — селище у складі Шабалінського району Кіровської області, Росія. Входить до складу Гостовського сільського поселення.
Населення становить 26 осіб (2010, 81 у 2002).
Національний склад станом на 2002 рік — росіяни 93 %.